# Blues tradicional
El blues tradicional (també anomenat folk-blues, blues rural, o country blues) es refereix a totes les formes acústiques del blues.
Després del naixement del blues al sud dels Estats Units, s'ha estès ràpidament per tot el país (i en altres llocs), donant lloc a una varietat d'estils i variacions regionals.
D'acord amb el mestre de música i musicòleg Richard Middleton, el blues tradicional va ser construït com una categoria discursiva separada durant les primeres dècades d'aquest segle [segle 20].

## Músics de blues tradicional
- Blind Blake
- Son House
- Frank Hutchison
- Charley Patton
- Leadbelly
- Tommy Johnson
- Lonnie Johnson
- Robert Johnson
- Blind Lemon Jefferson
- Blind Willie Johnson
- Blind Willie McTell
- Sleepy John Estes
- Fred McDowell
- Karen Neumann
- Robert Pete Williams
- Skip James
- Bukka White
- Barbecue Bob
- Jimmie Rodgers
- Kokomo Arnold
- Mississippi John Hurt
- Elizabeth Cotten
- Reverend Gary Davis
- Furry Lewis
- Big Bill Broonzy
- Blind Boy Fuller
- Brownie McGhee
- Robert Belfour
- Sam Collins
- King Solomon Hill
- Henry Thomas
- Peetie Wheatstraw
- Dalton Woodard
- Josh White
- Lightnin' Hopkins